# Genggong

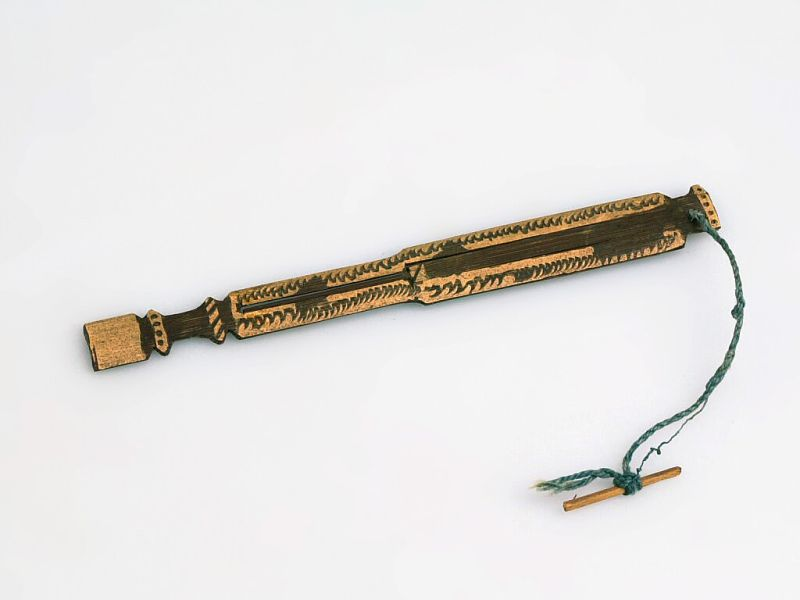
Genggong. Die Rahmenmaultrommel mit Stufenzunge wird links auf der Seite der Zungenspitze festgehalten und mit der Schnur rechts am Rahmen gezupft. Vor 1902

Genggong ist die in Indonesien und Malaysia verbreitete Bezeichnung für Maultrommeln, die in vielen Regionen unter eigenen Namen bekannt sind, darunter rinding in Zentraljava und karinding im Gebiet Sunda in Westjava. Die meisten Varianten der genggong werden aus Bambus oder Palmholz hergestellt und gehören zum Typ der vor allem in Südostasien verbreiteten und möglicherweise dort entstandenen, idioglotten Rahmenmaultrommel aus Bambus, bei welcher die Zunge aus demselben Material wie der Rahmen besteht und vollständig innerhalb des Rahmens liegt. Am bekanntesten ist die genggong, die in der balinesischen Musik und in der Musik von Lombok gespielt wird. Eine jüngere Form sind Bügelmaultrommeln aus Metall mit überstehender Zunge, wie sie in Europa bekannt sind. Maultrommeln werden in Bali und Java mit anderen Instrumenten in kleinen Unterhaltungsensembles eingesetzt, ansonsten überwiegt eine solistische Spielweise, die traditionell häufig der Brautwerbung dient.

## Verbreitung der Rahmenmaultrommeln

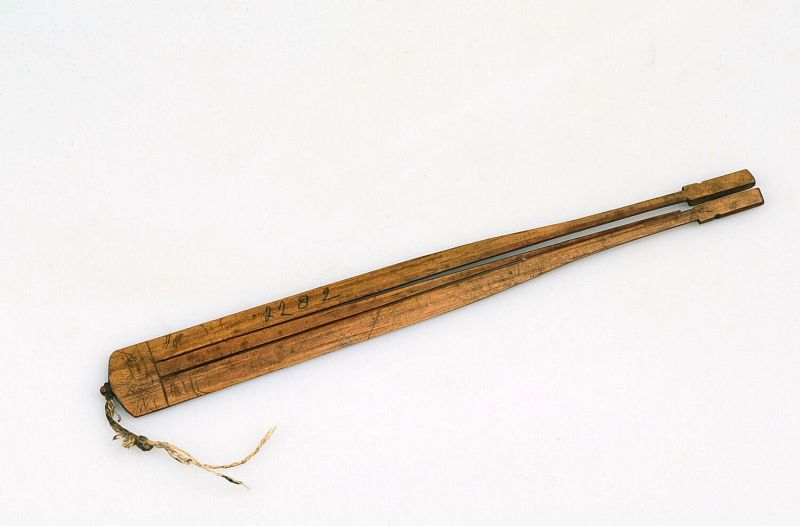
Schlanke, flaschenförmige Bambusmaultrommel mit spitz zulaufender Zunge wie sie unter anderem von Flores bekannt ist. Vor 1890

Idioglotte Rahmenmaultrommeln kommen in Südostasien, Ozeanien und seltener in Nordasien vor, wo sich ihr Verbreitungsgebiet mit dem der Bügelmaultrommeln (qopuz und hiervon abgeleitete Namen) überschneidet. Beide Grundformen von Maultrommeln zählen nach der Hornbostel-Sachs-Systematik zu den Zupfidiophonen. Bei den Rahmenmaultrommeln liegen Zunge und Rahmen in einer Ebene. Die Zunge ist gerade und kürzer als der Rahmen, weshalb sie nicht direkt mit dem Finger angeregt werden kann. Diese einfachen Maultrommeln werden meist mit einer am Rahmen befestigten Schnur in Schwingung versetzt oder am Rahmen an der Zungenbasis gezupft, wobei die Zungenspitze stets in Richtung der Hand zeigt, die das Instrument hält. Curt Sachs schätzt in seiner Einteilung der Maultrommeln 1917 die Bügelmaultrommeln gegenüber den Rahmenmaultrommeln als komplexer und damit als jünger ein. Außerdem macht er die jüngere Metallverarbeitung gegenüber dem älteren Umgang mit Bambusrohr und die lauteren und schneller spielbaren Töne der folglich leistungsfähigeren Bügelmaultrommel geltend. Die meist aus Metall bestehenden Bügelmaultrommeln besitzen eine gebogene, über den Rahmen hinausragende, separate (heteroglotte) Zunge, deren angezupfte häkchenartige Spitze beim Spielen von der Hand weg nach außen zeigt.
Curt Sachs teilt die Rahmenmaultrommeln nach der äußeren Form des Rahmens (keilförmig, flaschenförmig oder langrechteckig) und nach der Form der Zunge ein (Keilzunge, Stufzunge, Stumpfzunge oder Hohlspitzzunge). Die balinesische genggong mit ihrem meist rechteckigen Rahmen gehört hiernach zu den „Bambusmaultrommeln mit Stufzunge und Schnur“, weil die Zunge in einer symmetrischen Abstufung im oberen Bereich der Zunge bis zu deren Spitze schmäler wird. Außer in Indonesien ist oder war dieser Typ in Thailand (hun in der Region Isan), China, Nordasien und im östlichen Zentralasien zu finden. Die symmetrisch gestufte Zunge erkennt Sachs als Weiterentwicklung der nur auf einer Seite gestuften Zunge. Dieser Typ ist durch ein 15 Zentimeter langes und 1,4 Zentimeter schmales Exemplar von den Semang belegt. Der nächste Entwicklungsschritt ist laut Sachs die asymmetrisch gestufte Zunge, deren Stufen unterschiedlich breit sind. Solche Maultrommeln sind oder waren auf der Malaiischen Halbinsel, Java und im Südosten von Sulawesi verbreitet. Bei der Rahmenmaultrommel mit symmetrischer Zunge stellt ein flaschenförmiger Rahmen, der sich entsprechend der Zunge verjüngt, eine Verbesserung gegenüber der äußeren Rechteckform dar, weil er leichter ist und bequemer gegen die Lippen gestützt werden kann. Ein in Südostasien weit verbreiteter Typ der Bambusmaultrommel mit Stufzunge hat einen abgesetzten Haltegriff. Bei dieser Variante auf dem Sulu-Archipel ist der Griff breiter und länger als der Rahmen. Aus Java ist eine Rahmenmaultrommel mit einem kurzen, sich am Ende flossenartig verbreiternden Griff bekannt. Eine andere Form sind die „Bambusmaultrommeln mit Keilzunge und Schnur“, bei denen sich die Zunge über die gesamte Länge zu einer Spitze verjüngt. Sie kommen nur in der Musik Neuguineas, in Melanesien und auf den Salomonen vor. Die Rahmen sind ebenfalls keilförmig und meist über 20 Zentimeter lang.
Ungeachtet der groben Einteilung von Rahmentrommeln (Südostasien und Südsee) und Bügelmaultrommeln (Südasien, Zentralasien und Europa), deren Verbreitungsgebiete sich in der Regel nicht überlappen, kommen in Indonesien vereinzelt auch Bügelmaultrommeln vor, etwa in Java die rinding wesi (rinding besi, „Eisenmaultrommel“) und in Westtimor die knobe besi, die dem indischen Typ entsprechen. Eine schematische Einteilung nach europäischen Formkriterien kann zwar bedingt Aussagen über die Verbreitung und die „Entwicklungsstufe“ von Musikinstrumenten machen, für eine Schlussfolgerung über die Entwickeltheit von Kulturen ist eine Instrumentenklassifikation aber ungeeignet.
Allen Rahmenmaultrommeln gemeinsam ist, dass sie mit der linken Hand bei halb geöffnetem Mund ohne die Zähne zu berühren an die Lippen gehalten werden, während ein Finger der rechten Hand gegen den Rahmen schlägt oder mittels einer Schnur rhythmisch am Rahmen zieht. Rahmenmaultrommeln klingen zart und weich. Dagegen werden die lauter klingenden Bügelmaultrommeln aus Metall zur Schallverstärkung an die Zähne gelegt. Der Mundraum dient zur Klangmodulation. Über die Kulturgrenzen hinweg gehören Maultrommeln zu den bei der Brautwerbung verwendeten Musikinstrumenten und ihrem Klang, der offenbar stets eine ähnliche psychologische Wirkung erzielt, werden gewisse magische Fähigkeiten zugesprochen. In vielen Fällen dienen Maultrommeln als Ersatz für sprachlichen Austausch. Wenn die beiden Liebenden sich mit Maultrommeln unterhalten, verwenden sie ein etwas tiefer und ein etwas höher klingendes Instrument, um die männliche und weibliche Sprechweise zu imitieren. Die indische morsing, eine Bügelmaultrommel aus Eisen, kann vergleichbar als Silbensprache (in Südindien solkattu, vorgetragen konnakol) eingesetzt werden. Ein anderes allgemeines Charakteristikum von Maultrommeln ist die Nachahmung von Naturgeräuschen.

## Verbreitung und Spielweise

### Bali

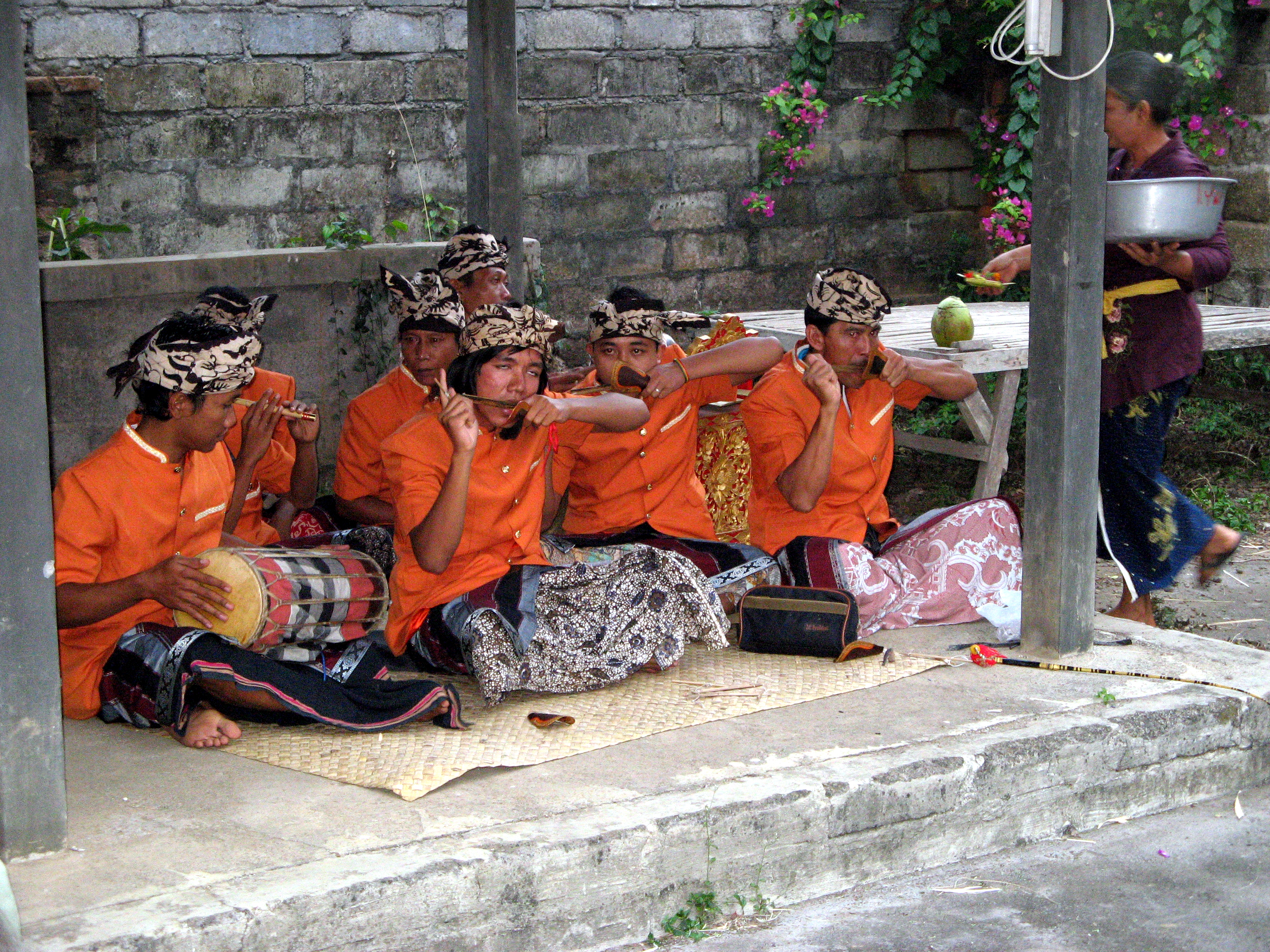
Froschtanz-Begleitensemble in Batur Sari: links zweifellige Trommel kendang, dahinter kleine Bambusflöte suling, in der ersten Reihe drei genggong. Jeder Maultrommelspieler hält ein Stück bemalte Tierhaut (glumpah) zur Schallverstärkung für sich vor seinen Mund.

Genggong ist ein vermutlich onomatopoetisches Wort. Auf Bali und Lombok wird die genggong aus der verholzten Blattrippe der Zuckerpalme (Arenga pinnata, balinesisch jaka) hergestellt. Das rechteckige Holzstück ist 14 bis 20 Zentimeter lang und 1,6 bis 2 Zentimeter breit. Am linken Ende ist ein Stoffstreifen, eine Faser oder eine Schnur befestigt, damit das Holz besser mit der Hand gehalten werden kann. Am rechten Ende, also an der Basis der Zunge, ist an einem Loch durch den Rahmen eine Schnur angebunden, an deren Ende ein dünner Holzstab hängt. Die Schnur wird mit der rechten Hand periodisch straff gezogen, sodass die Zunge in einer Gegenbewegung zum Rahmen schwingt. Der mögliche Vorläufer für die genggong ist die balinesische enggung, eine ebenfalls aus Palmholz hergestellte Zwischenstufe zwischen Maultrommel und Mirliton, die wie eine hölzerne Rahmenmaultrommel mit Handgriff aussieht, deren Zunge jedoch nicht gezupft, sondern vor den Mund gehalten und angeblasen wird.
Genggong und enggung werden häufig zusammen gespielt. Als Herstellungsort für beide Instrumente und für sonstige kunsthandwerkliche Gegenstände ist das Dorf Batuan im Regierungsbezirk Gianyar bekannt, das halbwegs zwischen Ubud und Denpasar liegt. Als bestes Rohmaterial gilt das Holz der alten Palmwedel an der Spitze der Palme. Da diese für Kletterer nicht erreichbar sind, muss gewartet werden, bis ein solcher Palmwedel abgestorben ist und von selbst herunterfällt. Er wird vor der Verarbeitung an der Sonne getrocknet. Zuckerpalmen im Regierungsbezirk Karangasem sollen am geeignetsten sein.
Die genggong gilt in Bali als ein sehr altes Musikinstrument, das von Reisbauern eingeführt wurde, die auf den Feldern das Quaken der Frösche nachahmen wollten. Mehrere genggong produzieren die für die balinesische Musik typischen, ineinander verwobenen („interlocking“) melodisch-rhythmischen Strukturen, die als candetan bezeichnet werden und die an quakende Frösche erinnern. Das Konzert der männlichen Frösche und Kröten soll die Weibchen anlocken. Kaloula baleata (indonesisch belentung, eine Gattung der Engmaulfrösche) machen sich in Bali besonders am frühen Abend nach den Regenfällen in einer bestimmten, alternierenden Tonfolge lautstark bemerkbar. Die Schwarznarbenkröten (Duttaphrynus melanostictus) bringen einen hoch tönenden, schnellen Ruf hervor, etwa wie „keruk-keruk-keruk“.

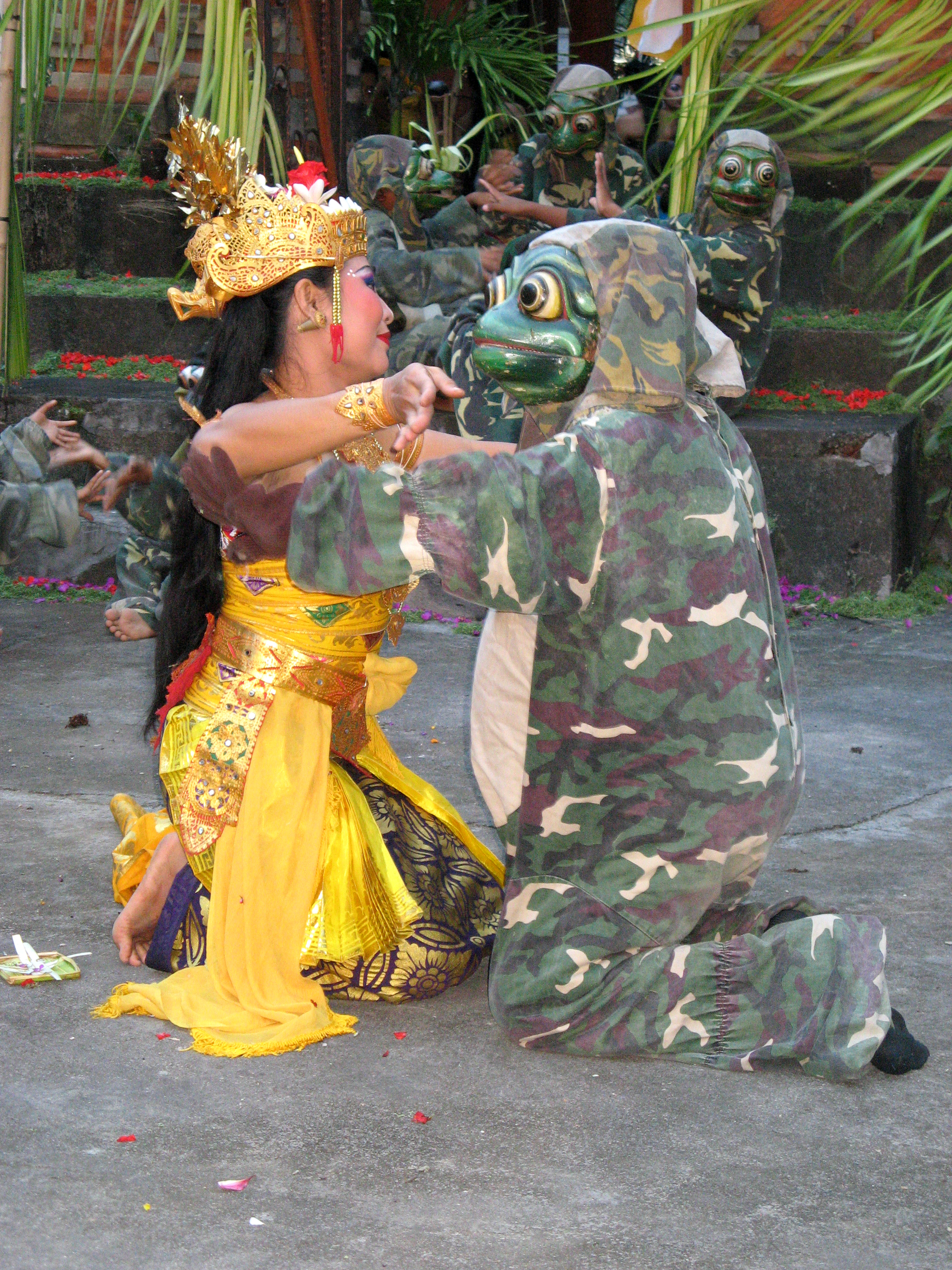
Am Ende der Aufführung in Batur Sari küsst die Prinzessin den Frosch.

„Frosch“, heißt auf Indonesisch katak oder kodok und auf Balinesisch godogan. Im balinesischen Maskentanz Godogan ist die Hauptfigur ein Froschprinz. In der im Godogan erzählten Geschichte verschwindet ein Prinz des alten javanischen Königreichs Jenggala beim Fangen von Libellen im dichten Wald an den Hängen eines Vulkans. Einige Jahre später kehrt der Prinz in Gestalt eines Frosches zurück und begehrt die schöne Prinzessin des Reichs Kediri (auch als Daha bekannt) zur Frau. Weil dies in Froschgestalt unmöglich ist, zieht er sich als Asket zurück, bis ihn der gnädig gestimmte Gott Wisnu in den verschwundenen Prinzen zurückverwandelt. Die in der Begleitmusik tönenden Frösche werden mit genggong nachgeahmt. Die Zunge der genggong wird auf Indonesisch ikut capung („Schwanz einer Libelle“, aus ikut, „begleiten“, „nachfolgen“ und caput, „Libelle“) genannt.
Der genggong-Spieler formt seinen Mund nach der Aussprache der Vokale e, u, a und i und erzeugt so vier Klänge, die den vier Tönen des gamelan angklung entsprechen (saih angklung): deng, dung, dang und ding. Das saih entspricht patet im javanischen gamelan und bedeutet eine der balinesischen Tonarten. Das balinesische gamelan angklung wurde früher mit den namensgebenden Bambusrasseln gespielt, heute verwendet dieser Orchestertyp kleine Metallophone mit Bronzeplatten. Die Stimmung des genggong ist ebenso dem Fünfton-gamelan angklung von Nordbali ähnlich.
Durch die Form des Mundraums werden bestimmte harmonische Obertöne verstärkt, wenn die durch die Zunge der Maultrommel in Schwingung versetzte Luft in den Mundraum gelangt. Der Spieler gibt währenddessen nur sehr wenig Atemluft ab und bezeichnet dies als „den Atem kontrollieren“ (ngunyal angkian). Mit der linken Hand hält er, wie Edward Herbst (2015) meint, mit der Maultrommel ein kleines Stück Kuhhaut (klumpah) von außen über die Zungenspitze, sodass diese nur nach innen schwingen kann. Dies würde jedoch die Schwingungen der Zunge abrupt beenden. Plausibler erscheint die Erklärung von Deirdre Morgan (2008), wonach der Spieler ein Stück Schweinehaut oder ein getrocknetes Blatt (glumpah oder tebeng) mit der linken Hand vor das Instrument hält, damit der Ton etwas in seine Richtung gelenkt und für ihn verstärkt wird. Dies ist nur im Ensemble üblich, wenn der Maultrommelspieler seine eigenen leisen Töne schlecht hört, beim Solospiel benötigt er keine Klangverstärkung.
Es ist schwierig, die genggong bei der Herstellung auf eine definierte Tonhöhe zu stimmen, sodass nur rund zehn Prozent der fertigen Maultrommeln die gewünschte Tonhöhe erreichen. Instrumentenbauer sind daher sehr bemüht, die für ein Ensemble benötigten Maultrommeln passend auszuwählen. Um die Tonhöhe der genggong bei der Einstimmung mit den anderen Instrumenten herabzusetzen, beschwert der Musiker die Zunge an der Stelle, an der sie sich verjüngt, mit etwas gambir-Paste. Gambir ist ein als fester Block erhältlicher roter Farb- und Gerbstoff, der mit Wasser geschmeidig gemacht und zusammen mit Betelnüssen als paan gekaut wird.
Die mit der genggong gespielte Musik gilt als lempung („leicht“, „weich“, „schwach“). Maultrommeln spielen im Wechsel unisono und „interlocking“ zusammen. Für die „interlocking“-Spielweise (candetan) zweier Maultrommeln produziert eine die Haupttöne (polos, auch molos, „einfach“, „geradlinig“) und die andere die „abweichenden“ (sangsih), Antwort gebenden Töne, so wie Frösche mit ihren call and response-Rufen zu hören sind. Um einzelne Töne aufeinanderfolgen zu lassen, verwendet der Spieler eine dedet genannte Methode, mit der er den Klang seines Instruments dämpft. Maultrommeln, die paarweise für polos und sangsih gespielt werden, sind geringfügig unterschiedlich auf pangumbang und pangisep gestimmt. Die etwas tiefer klingenden pangumbang-Instrumente (von ngumbang, „Mauerbiene“) und die etwas höher klingenden, pangisep-Instrumente („Sauger“, von ngisep, „saugen“) produzieren gemeinsam erst den vollen Zusammenklang, den Balinesen schätzen. Diese Einteilung gilt für zwei oder jede höhere Zahl zusammenspielender Maultrommeln und für alle Metallophone und Buckelgongs in einem großen gamelan. Eine analoge Bezeichnung von Instrumenten des gamelan ist wadon („weiblich“, tief tönend) und lanang („männlich“, hoch tönend). Die Dualität aller Phänomene gehört zum Weltbild der Balinesen. Die nicht auf eine festgelegte Tonhöhe gestimmte Bambusflöte suling und die Stachelfiedel rebab werden ebenso paarweise gespielt. Der Klang nur eines Instruments gilt als leblos. Die geschätzten feinen Klangvibrationen, die beim unisono-Spiel zweier Instrumente entstehen, werden als ombak („Wellen“) oder getaran („Zittern“, „Schwingungen“) beschrieben.

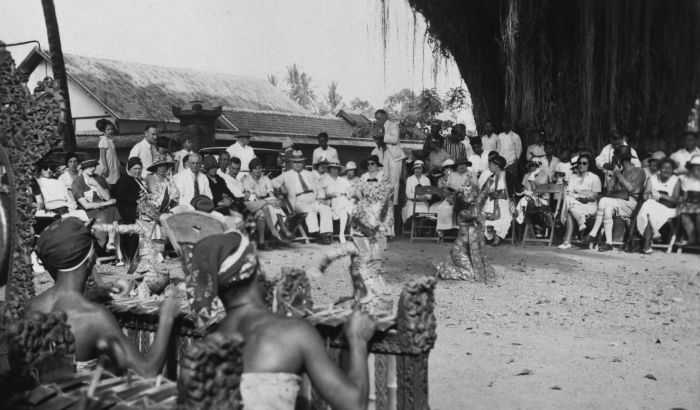
Tanzaufführung vor Touristen in Bali, 1932–1940.

Genggong wurden bis Anfang des 20. Jahrhunderts von Jungen und Männern in ganz Bali meist solistisch gespielt. In den 1930er Jahren erfuhr die balinesische Kunst- und Musikszene eine Neuorientierung durch eine Welle europäischer Touristen. Bekannt ist vor allem die Einführung des Tanztheaters kecak in seiner heutigen Form um 1930. Kecak wurde stark vom deutschen Maler und Musiker Walter Spies beeinflusst, der in den 1930er Jahren im kleinen Dorf Iseh lebte. Der niederländische Maler Rudolf Bonnet arbeitete um diese Zeit in Ubud. Er soll, so wird erzählt, eine einzelne genggong gehört und beschlossen haben, mit mehreren Maultrommeln und anderen Instrumente ein Ensemble zu bilden. Daraus entstand um 1939 die erste organisierte Musikergruppe (sekaa), die sich der Maultrommel widmete. Bereits 1938 hatte der kanadische Komponist Colin McPhee in einem Nachbarort ein genggong-Ensemble initiiert. Walter Spies und die englische Tänzerin Beryl de Zoete sahen in den 1930er Jahren genggong-Ensembles in Batuan und Sanur, die Sitztänze aufführten. Aus der Gruppe der sitzenden Musiker erhob sich ein einzelner Tänzer, der pantomimisch einen Frosch nachahmte.
Die vormals aus genggong und enggung bestehenden, Frösche imitierenden Musikgruppen wurden in der ersten Hälfte des 20. Jahrhunderts um Instrumente aus dem gamelan geguntangan erweitert. Das geguntangan ist ein kleines Ensemble zur Gesangsbegleitung bei Tanzaufführungen, besonders beim Tanzdrama arja und dem Chorgesang und Tanz jangar. Zu diesem Ensemble gehören mehrere Melodie bildende Bambuslängsflöten suling, zwei Fasstrommeln kendang, Zimbeln (ceng-ceng), die mit einem dünnen Bambusrohr angeschlagene Bambusröhrenzither guntang als Taktgeber, zwei Bronzeschlagplatten (gong pulu) sowie kleine Buckelgongs (tawak und kelenang).
Das mit diesen Instrumenten gebildete, kleine Maultrommel-Ensemble ist als gegenggongan oder gamelan genggong bekannt. Es besteht im Fall der Froschtanzaufführungen in Batuan aus vier bis acht genggong, die in einer verzahnten („interlocking“) Spielweise die Hauptmelodie ornamentieren. Eine oder zwei suling geben die Hauptmelodie vor. Die verwendete suling ist eine nur 20 Zentimeter lange Bambuslängsflöte. Eine kleine Fasstrommel kendang sorgt in einem vom Tanzdrama arja bekannten solistischen Spiel für den Rhythmus und für dramatische Akzente (angsel). Ein Paar Zimbeln ceng-ceng (oder die kleineren rincik) untergliedern den Rhythmus und setzen ebenfalls Akzente. Hinzu kommen zwei guntang oder die kleinen Gongs tawa-tawa. Die längere guntang wird gejir genannt und dient als Ersatz für den hängenden Buckelgong kempur. Die kürzere und höher klingende guntang wird als kelintit bezeichnet und sorgt anstelle der kleinen Kesseltrommel kajar des gamelan für den Taktschlag. Die Funktion der längeren guntang wird in manchen Ensembles von einem gong pulu übernommen. Der gong pulu besteht aus zwei Bronzeplatten, die über einem kastenförmigen Resonator hängen. Eine Platte klingt etwas höher als die andere. Sie werden gleichzeitig mit zwei Schlägeln geschlagen. Ein kleiner Buckelgong (klenang) ergänzt einen Offbeat in Interaktion mit der kürzeren guntang. Ensembles in anderen Orten können abweichend besetzt sein. Das Maultrommel-Ensemble im ostbalinesischen Dorf Budakeling (Regierungsbezirk Karangasem) verwendet (Bericht von 2007) anstelle der Flöte eine Stachelfiedel rebab als Melodieinstrument, ersetzt die ceng-ceng durch zwei Kokosnussrasseln (ricik), spielt drei „geblasene Maultrommeln“ (enggung) und weitere, teilweise namenlose Instrumente aus Bambus, von denen einige Frösche imitieren sollen.
Das gegenggongan begleitet manchmal kleine Theateraufführungen. Maultrommel-Ensembles spielen heute hauptsächlich für Touristen. Andere Begleitensembles mit Bambus- und Holzinstrumenten sind pejogedan bumbung (joged bumbung, etwa „Unterhaltungstanz mit Bambusröhren“, vgl. bumbung, auch gamelan joged), gamelan jegog und gong suling. Früher spielten genggong auch mit Xylophonen mit Bambusplatten (rindik) zusammen.
Das Repertoire der genggong für die leichte Unterhaltung entspricht zu großen Teilen demjenigen des gamelan angklung, wobei unklar ist, welches der beiden am Anfang stand. Abgesehen von einzelnen Berichten, dass Maultrommeln rituell bei Hochzeiten oder dem ebenso bedeutsamen Übergangsritus potong gigi (Zahnfeilungszeremonie) gespielt wurden, gehören die leicht transportablen Musikinstrumente zur Unterhaltung in Gesellschaft. So kann es sein, dass beim Volkstanz mit Gesang cakepung, an dem nur Männer teilnehmen, spät am Abend und unter zunehmendem Alkoholgenuss einzelne Männer tanzen und zugleich Maultrommel spielen.
Die meisten professionellen genggong-Gruppen stammen seit den 1960er Jahren aus Batuan. Die Wiederbelebung des Froschtanzes führte 1968 zur Gründung einer offiziellen Musikgruppe (sekaa) innerhalb der Dorfgemeinschaft (banjar) von Batuan mit Namen Batur Sari. Für den Touristenboom in den 1970er Jahren choreographierte der berühmte Tänzer I Made Djimat einen neuen Froschtanz mit einer unterhaltsamen Erzählung, die eine Variante der auch beim westlichen Publikum bekannten Geschichte vom Prinzen darstellt, der sich in einen Frosch verwandelt. Dem König von Kauripan wird seine Vorliebe für die Jagd nach Libellen zum Verhängnis, weil er damit Gott Siwa verärgert, der ihn zur Strafe in einen Frosch verwandelt. Siwa verspricht, ihn zurückzuverwandeln, falls er als Frosch die Prinzessin des benachbarten Königreichs Daha heiratet. Als sich Frosch und Prinzessin ineinander verlieben, macht Siwa sein Versprechen wahr und schließlich führt der König in Menschengestalt mit seiner Gemahlin ein glückliches Leben. Seitdem führen mehrere Gruppen dieses Tanztheater vorzugsweise in Touristenhotels auf. Die für westliche und japanische Touristen aufgeführte Unterhaltungsmusik der genggong- und kecak-Ensembles und die importierte degung-Musik entsprechen nicht dem balinesischen Geschmack.

### Lombok
Die Musik von Lombok ist von der alten javanischen und der balinesischen Musik geprägt, ab dem 16. Jahrhundert im Unterschied zu Bali auch durch die Islamisierung. Eine enge kulturelle Verbindung entwickelte sich zwischen Bali und dem Westen Lomboks, das vom 17. bis zum 19. Jahrhundert unter der Herrschaft des ostbalinesischen Königreichs Karangasem stand. Von Karangasem gelangte die genggong möglicherweise zur balinesischen Minderheit auf Lombok. Dort kommt neben der genggong noch ein sehr seltener und anderswo unbekannter Maultrommeltyp namens selober vor, dessen Zunge direkt mit dem Zeigefinger gezupft wird.
Tilmann Sebass (1976) beschreibt die genggong als ein zu seiner Zeit seltenes Instrument, das früher von Jung und Alt gespielt wurde. Das kleinstmögliche Ensemble besteht aus einer höher (lanang) und tiefer (wadon) gestimmten genggong. Wie von Bali bekannt werden die Maultrommel-Ensembles um suling (Flöte), rincik (Zimbeln) und eine oder mehrere guntang (Bambusröhrenzither) erweitert. Seebass sah eine sehr kurze suling mit sieben Fingerlöchern oben. Die den balinesischen entsprechenden genggong-Ensembles von Lombok spielen keine zeremonielle Musik.

### Zentraljava

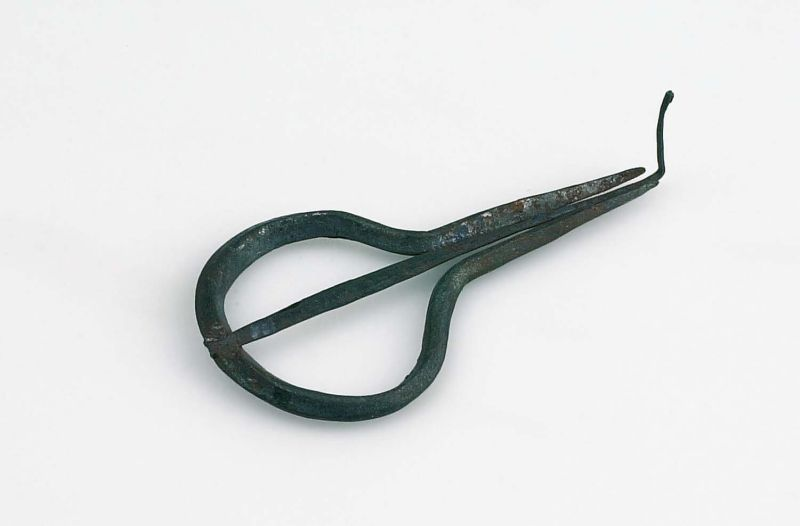
Eiserne Bügelmaultrommel rinding wesi aus Java. Vor 1936

Auf Java kommen zwei Arten von Maultrommeln vor, die Jaap Kunst (1949) auf der ganzen Insel verbreitet fand: die Rahmenmaultrommel rinding aus Bambus oder Zuckerpalmholz und die Bügelmaultrommel aus Eisen, rinding wesi. Die zentral- und ostjavanische Rahmenmaultrommel ist ungefähr acht Zentimeter lang und einen Zentimeter breit. In diesen rechteckigen Rahmen ist eine sehr schmale, flaschenförmige Zunge eingeschnitten. Der Spieler hält die Maultrommel mit der linken Hand beim Ansatz der Zunge und schlägt entweder mit den Fingern der rechten Hand gegen den Rahmen oder zieht an einer am Rahmen befestigten Schnur. Auf der an der Nordküste Javas vorgelagerten Insel Madura heißt die Rahmenmaultrommel ginggung. Sie wird vor allem im Distrikt (kecamatan) Sepulu des Regierungsbezirks (kabupaten) Bangkalan im Westen der Insel von allen Altersgruppen zur geselligen Unterhaltung gespielt. In diesem ländlichen, traditionsverhafteten Gebiet treffen sich die Männer spontan an den Tagen des großen Marktes im Dorf Sa-plasa zum gemeinschaftlichen Maultrommelspiel. Frauen spielen nur im Haus Maultrommel. Ursprünglich war die ginggung ein Hirteninstrument. Die aus Bambus gefertigte ginggung ist 30 bis 35 Zentimeter lang, 2 bis 3 Zentimeter breit und 3 bis 4 Millimeter dick und wird mit einer Schnur angeregt.
Die javanische Bügelmaultrommel besteht ähnlich wie die zentralasiatischen oder europäischen Typen aus einem fünf bis elf Zentimeter langen Eisenbügel, der annähernd rund oder angewinkelt ist. In der Mitte ist eine Zunge aus Messing oder Eisen befestigt. Der Spieler nimmt die Maultrommel zwischen die Lippen und bewegt mit einem Finger der rechten Hand die vorstehende Zunge in beiden Richtungen.
Im Dorf Beji im Distrikt Ngawen, der zum Regierungsbezirk Gunung Kidul im Südosten der Sonderregion Yogyakarta gehört, wird der Musikstil rinding gumbeng gepflegt, der ein Teil der Erntezeremonien zu Ehren der Reisgöttin Dewi Sri bildet. Die Musiker und Sänger tragen schwarze Kleidung. Die namensgebenden Musikinstrumente sind neben mehreren Bambusmaultrommeln rinding die einsaitige idioglotte Bambusröhrenzither gumbeng, deren Saite aus der oberen Schicht einer beidseitig durch Fruchtknoten geschlossenen Bambusröhre abgeschält wurde. Ein mittig untergeschobenes Holzstück hält die Saite auf Distanz. Das als Schlagzither beschriebene Instrument wird mit einem Stöckchen auf die Röhre und mit einer Hand auf eine Seitenfläche geschlagen. Die Musik gilt als sehr alt.

### Sunda

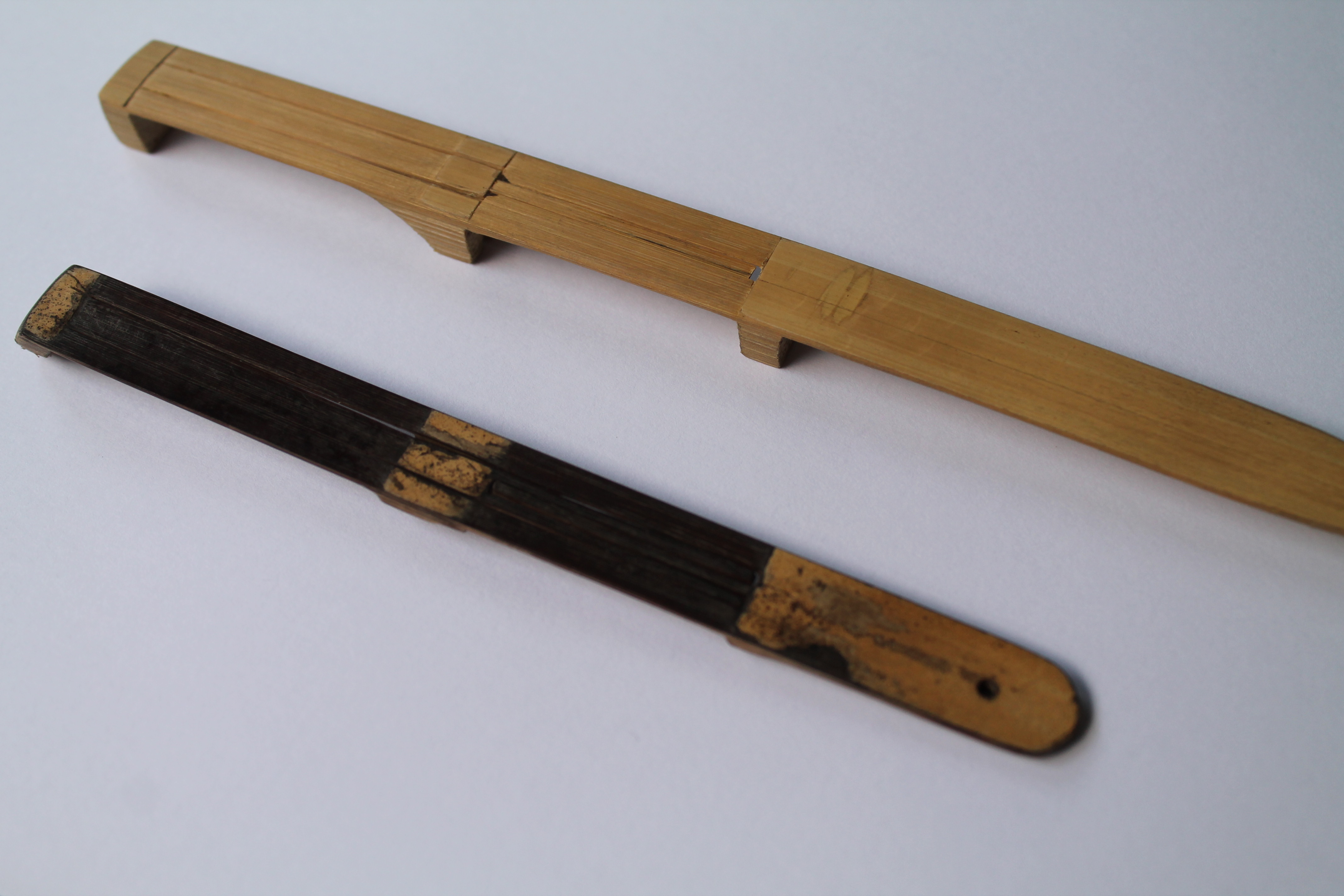
Zwei karinding aus Westjava: die obere aus Bambus, die untere aus der Blattrippe der Zuckerpalme

In der Region Sunda in Westjava heißt die aus dem Holz der Zuckerpalme gefertigte Rahmenmaultrommel karinding oder karinding rakit und wenn aus Bambus hergestellt kareng. Deren schmale Zunge endet in zwei bis drei Spitzen, sodass sie wie eine Gabel aussieht, die von einem Rahmen umgeben ist. Eine weitere Besonderheit gegenüber der zentraljavanischen Maultrommel ist eine beidseits offene Bambusröhre, welche der Spieler zur Schallverstärkung in die Nähe des Mundes hält. In hockender Position stützt er die Röhre am Boden auf. Die karinding rakit wird meist solistisch oder paarweise gespielt.
Für die höfische sundanesische Musik sind kammermusikalische Ensembles charakteristisch, in denen leise klingende Instrumente, die von männlichen Musikern gespielt werden, eine weibliche Gesangsstimme begleiten. Zu den bekanntesten Ensembles gehört tembang Sunda, bei dem zwei Brettzithern (kacapi), eine Längsflöte (suling) und eine Spießgeige (rebab) die Sängerin begleiten. Rebab und karinding sind die beiden Instrumente, deren Klang als besonders eng mit der weiblichen Gesangsstimme verwandt gilt. In den 1970er und 1980er Jahren kam es zu einer Umbesetzung der Instrumente im großen höfischen Orchester, dem gamelan degung. Seitdem dürfen dort auch Musikerinnen mitspielen und in das Repertoire wurden leichte Unterhaltungslieder aufgenommen. In diesem Zusammenhang gab es Bestrebungen, einige sundanesische Musikinstrumente wie die lange Kastenhalslaute tarawangsa, die kaum noch zu hören war, und die Maultrommel von ihrem traditionellen Umfeld zu lösen und zur Begleitung neuer Tänze und Tanzdramen einzusetzen. Ein Beispiel für einen experimentellen „Weltmusikstil“ in der sundanesischen Musik der 1990er Jahre ist die Gruppe Sunda Africa. Ihr Gründer, der suling-Spieler Burhan Sukarma, zog Ende der 1980er Jahre in die Vereinigten Staaten, kehrte aber regelmäßig nach Westjava zurück. Mit dem spanischen tabla-, djembé- und conga-Spieler Vidal Paz und sundanesischen Musikern nahm er in Bandung die 1998 veröffentlichte CD No Risk No Fun auf. Zu den Instrumenten gehörten außerdem suling, kecapi und die Maultrommel karinding.
Die Maultrommel kommt ferner in der Musik der Baduy vor, einer kleinen Ethnie, die zurückgezogen in einer abgelegenen Region im Süden der Provinz Banten lebt. Bei ihnen dürfen nur Männer Musikinstrumente spielen, einzig die Maultrommel karinding ist ein Instrument der Frauen. Außer der Maultrommel setzen Frauen nur bei der Zeremonie des Reisstampfens (gendék) einen langen Reisstampfer als rhythmisches Musikinstrument ein.

### Sumatra

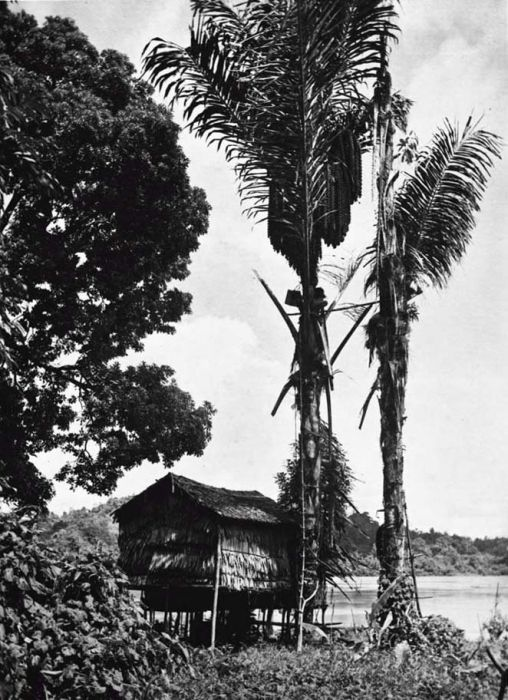
Zuckerpalme neben einem Stelzenhaus, 1905–1914

Bei den Batak in der Provinz Nordsumatra gehört die Maultrommel zu den wenigen Instrumenten, die von Mädchen und Frauen gespielt werden. Ein sehr ruhiger Musikstil waren Lieder, die nachts im Haus zur privaten Unterhaltung allein gesungen oder gespielt wurden und zu denen auch Brautwerbelieder gehörten. Mit dem Einzug westlicher Popmusikinstrumente, Verstärker und Tonbandkassetten verschwand jedoch diese Tradition vollständig. Die Nasenflöte saligung der Simalungung, einer Untergruppe der Batak, ist nur noch im Museum zu finden. Mit der saligung spielte früher ein junger Mann nachts eine Melodie, auf die ein Mädchen mit einer Maultrommel antwortete. Heute ist das Maultrommelspiel bei den Batak allgemein selten geworden. Es gibt bei den Batak die von Java bekannten zwei Typen: eine Rahmenmaultrommel aus der Blattrippe der Zuckerpalme, die in der Bataksprache saga-saga oder hodong-hodong genannt wird, und die mitsamt ihrem Namen importierte Bügelmaultrommel genggong aus Eisen.
Einzelnen Berichten zufolge begleiteten früher an der Westküste von Nordsumatra Schamanen ihre Gesänge bei magischen Praktiken mit dem heute praktisch verschwundenen Streichinstrument arbab, der Querflöte bangsi, der Schnabelflöte singkadu oder der Maultrommel rinding. Letzteres ist auch der Name der Maultrommel an der Küste der Minangkabau in Westsumatra. Bei den in der Provinz Aceh siedelnden Gayo heißt die Maultrommel gogo oder popo. In Aceh ist eine orale Tradition der Musikinstrumentenklassifikation bekannt, wonach alle Musikinstrumente zunächst der vorislamischen (animistisch-hinduistischen) Zeit, der islamischen Kultur oder der westlichen Welt zugeordnet werden. Die Instrumente der vorislamischen Zeit werden gemäß der Tonproduktion in vier Gruppen unterteilt. Die Maultrommel genggong oder wa gehört zusammen mit einer Röhrenzither (kecapi oloh) zu den vorislamischen Zupfinstrumenten. Heute kommt die Maultrommel nur noch bei den Gayo vor; nach einem Bericht von 1906 wurde sie in Aceh von Kindern und Erwachsenen gespielt. Es gab damals Maultrommeln aus Bambus, Palmholz, Eisen und Messing. Eine drei mal fünf Zentimeter messende, eiserne Bügelmaultrommel aus dem Distrikt Blangkejeren (im Regierungsbezirk Gayo Lues) wurde, wie es in der Beschreibung dazu heißt, fortwährend mit einem Finger der rechten Hand an der vorstehenden Zunge gezupft, um verschiedene Töne hervorzubringen, die der Spieler bei der Übermittlung von Liebesbotschaften zum Teil mit gesungenen Wörtern ergänzte.
Die Talang Mamak sind ein indigenes Volk in einem Waldgebiet auf dem Festland der Provinz Riau. Neben der paarweise eingesetzten Fasstrommel gendang, dem einzelnen Gong tetawak und der horizontalen Reihe von fünf Buckelgongs canang spielen sie die Maultrommel begenggong und die Flöte puput.
Auf der Zentralsumatra westlich vorgelagerten Insel Siberut wurden die früher vorhandenen Bambusmaultrommeln während der niederländischen Kolonialzeit vollständig durch Bügelmaultrommeln aus Metall ersetzt. Die in ganz Sumatra verbreiteten Buckelgongs kamen durch Händler der Minangkabau auf die Insel, deren Bewohner traditionell keine Metallverarbeitung kennen. Ansonsten verwenden die Inselbewohner einige Trommeln, Flöten, Glocken und Muscheln. Die Maultrommel jaja’o spielen wie auf Sumatra die Jugendlichen beiderlei Geschlechts nachts zur Liebeswerbung. Die Melodien werden improvisiert, ein eigenes Repertoire für Maultrommel ist nicht bekannt und sie wird nie mit anderen Instrumenten zusammengespielt. Von der Insel Nias, nördlich von Siberut, ist eine Rahmenmaultrommel aus dem Holz der Zuckerpalme bekannt, die im Norden duri und im Süden der Insel druri bewe genannt wird. Sie ist etwa zehn Zentimeter lang und zwei Zentimeter breit. Nduri oder druri dana (duri dana) heißt ein gabelförmiges Aufschlagidiophon aus Bambus, das mehrere ähnlich obertonreiche Klänge wie eine Maultrommel hervorbringt und wie diese, häufig im Zusammenspiel mit der Bambuslängsflöte zigu oder dsigu, als Melodieinstrument verwendet wird. Ein Musiker bedient zwei unterschiedlich große druri dana, deren Klang um etwa einen Ganzton abweicht. Dadurch lässt sich mit dem als Schlaggabel oder Bambussummer umschriebenen druri dana eine Reihe von vier Tönen spielen, welche für die meisten Lieder von Südnias ausreichen.
In der Provinz Südsumatra wird die rechteckige Bambusmaultrommel ginggung mit dem Mittelfinger der rechten Hand über eine Schnur betätigt. Die mit ihr gespielten Melodien gehören zur Vokalmusik der Brautwerbelieder. Wenn der junge Mann nachts zum Haus seiner Geliebten geht, so spielt er dort petik mantau kundang („Zupfmusik, um eine Freundin zu rufen“). Häufig singt er schmeichelhafte Worte und produziert mit der Maultrommel einen Bordunton dazu. Die (einwilligende) Antwort des Mädchens erfolgt ebenfalls mit der Maultrommel. Bei einem Exemplar der ginggung lag der Grundton bei E 1♭ und die Obertöne betrugen ungefähr B♭ – G – F – E♭ – B1♭. Die ginggung wird solistisch von beiden Geschlechtern verwendet. Ein anderes Instrument, das nur von Männern solo oder zur Gesangsbegleitung gespielt wird, ist die Längsflöte serdam, eine Außenkernspaltflöte mit drei Fingerlöchern und einem Daumenloch. Im Distrikt Tanjung Sakti (Regierungsbezirk Lahat) führten deutsche protestantische Missionare Anfang des 20. Jahrhunderts ein einfaches Akkordeon (lokale Namen ramonika und regen) ein, um damit christliche Lieder zu singen. Die Akkordeonspieler übertrugen auch die traditionellen Melodien der Maultrommel und der Flöte auf ihr Instrument.
Die Bevölkerung der südlichsten Provinz Lampung setzt sich grob aus indigenen Gruppen (besonders den Abung im nordöstlichen Hochland), javanischen Transmigrasi-Siedlern und Malaiien an den Küsten zusammen. Zum übrig gebliebenen alten Kult der Abung gehören die mit der Maultrommel ginggung oder juring gespielten Brautwerbelieder und ein umfangreicher Bestand an Melodien für die Außenkernspaltflöte sadam.

### Borneo

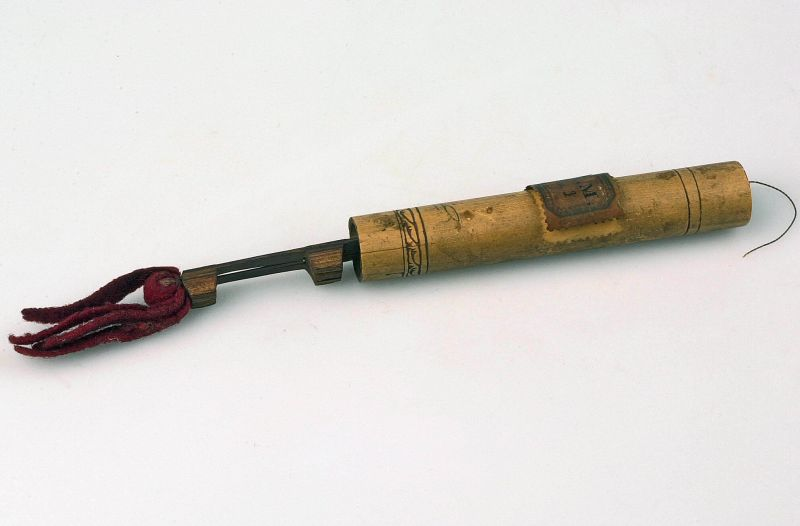
Rahmenmaultrommel mit Bambusköcher. Vor 1911

Während nicht bekannt ist, ob die hölzerne Schlitztrommel tengkuang auf Borneo noch verwendet wird, kommen Maultrommeln unter verschiedenen Namen bis heute auf der gesamten Insel vor, unter anderem: bei den Dayak gariding, garinding, tahuntong, engsulu, rudiengsulu, bei den Banjaresen in Südkalimantan kuriding, bei den Kayan aping und weiter bungkau, geruding, junggotan, ruding und tong. Üblicherweise werden die Maultrommeln solo gespielt, bei den Iban und Kayan in Zentralborneo wird die Maultrommel tong zusammen mit der idiochorden Bambusröhrenzither satong gespielt. Im tong-satong-Ensemble der Kayan produziert die satong eine kurze, sich wiederholende Melodie, während die mit dem Finger gezupfte tong bordunartig einen Rhythmus ergänzt. Ansonsten wird die Maultrommel tong zur privaten Brautwerbung und in Ensembles in Gesellschaft gespielt.
Der Name ruding für Maultrommeln ist in Sarawak weit verbreitet und bezeichnet meist Rahmenmaultrommeln aus Palmholz und gelegentlich Bügelmaultrommeln aus Bronze. Die alte Tradition der auf der Maultrommel gespielten Brautwerbelieder wurde zuerst durch christliche Missionare und später durch den Einfluss der muslimischen malaysischen Regierung zurückgedrängt und existiert heute in Sarawak praktisch nicht mehr. Bei den Bidayuh im Südwesten von Sarawak war Anfang der 1990er Jahre die Bügelmaultrommel jinggong aus dicken Messingbügeln nahezu verschwunden. Der kanadische Musiker und Komponist Randy Raine-Reusch gab 1996 beim einzigen örtlichen Hersteller einige neue Maultrommeln für das Regionalmuseum und die Gemeinde in Auftrag, die seither wieder gespielt werden. In Sabah spielen die Dusun und die Kadazan die aus Palmholz gefertigte Rahmenmaultrommel bungkau. Viele bungkau werden in einer mit floralen Ornamenten verzierten Bambusröhre aufbewahrt. Zur Stimmung wird etwas Insektenwachs auf die Zunge aufgebracht.

### Flores

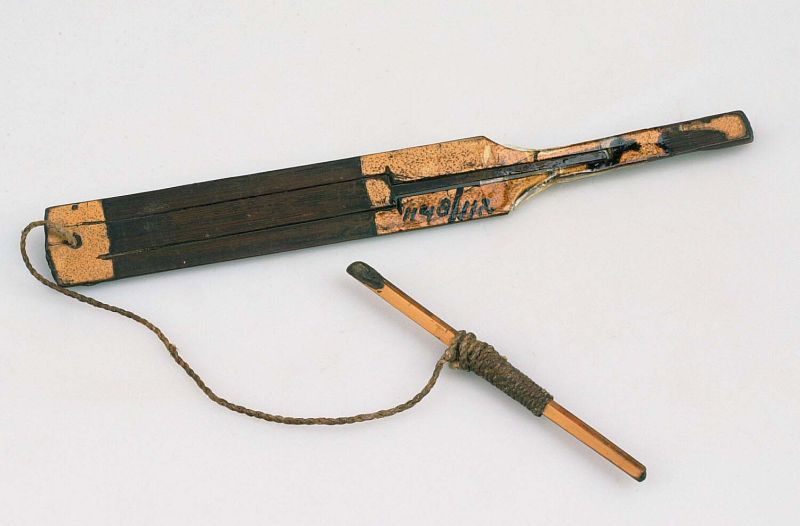
Maultrommel weto aus Palmholz von Zentralflores mit einer stark ausgeprägten Flaschenform und einer gestuften Stumpfzunge. Vor 1937

Die Rahmenmaultrommeln aus Palmholz oder Bambus der Insel Flores besitzen einen unterschiedlich ausgeprägten, flaschenförmigen Rahmen von durchschnittlich 15 bis 20 Zentimetern Länge und etwa 2 Zentimetern Breite. Die Zunge ist spitz zulaufend und der Rahmen wird mit einer Schnur angeregt. Jaap Kunst (1942) beschreibt die in Rahmen- und Bügelform vorkommende Maultrommel auf Flores als „wie fast überall auf dem Archipel...eines der beliebtesten Musikinstrumente.“ Es sind zahlreiche Varianten von Rahmenmaultrommeln bei den einzelnen Ethnien bekannt. Die schmale ego aus der Inselmitte ist an der Zungenbasis geteilt und dort mit einer Schnurwicklung zusammengebunden. Die mit 17 bis 19 Zentimetern größte Variante wurde östlich der Mitte gefunden. Kleinere Formen aus Bambus sind etwa 12 Zentimeter lang. Bei den Nage im zentralen Regierungsbezirk Ngada ist die Maultrommel (weto oder kobèng) aus dem Holz der Zuckerpalme 12 bis 15 Zentimeter lang und stärker zu einem Flaschenhals verjüngt. Die Zunge ist im Unterschied zur edo mit einem kleinen Holzstück am Übergang zur Spitze beschwert. Die robé von Ngada aus Palmholz ist mit höchstens neun Zentimetern eine der kürzesten Maultrommeln und besonders schlank. Ähnlich klein sind auf den östlichen Inseln die nggunggi von Sumba und manche Exemplare der karombi der Toraja auf Sulawesi. Die Maultrommel (nentu oder kombing) der Manggarai von Westflores ist so lang wie diejenige der Nage, aber an den Seiten weniger gerundet; sie besteht aus Bambus und ihre Zunge ist nicht beschwert. Das aufgetrennte Ende ist mit einem Faden zusammengebunden.

### Timor
Bei den Atoin Meto im indonesischen Westtimor ist die knobé-oh (Sprache Uab Meto, aus knobe, „Maultrommel“, und oh, „Bambus“, zur Unterscheidung von der gezupften Bügelmaultrommel knobe besi aus „Eisen“) eine 10 bis 14 Zentimeter lange Bambusrahmenmaultrommel mit Schnur und einem charakteristischen fischschwanzförmigen oberen Ende, die in ähnlicher Form unter dem Namen pikon in Papua-Neuguinea vorkommt. In Osttimor wird diese Rahmenmaultrommel auf Tetum kakeit genannt, die Fataluku im äußersten Osten der Insel nennen sie pepur oder pepuru, die Mambai snarko, im osttimoresischen Dialekt Waimaha heißt sie rai rai und auf Makasae nagu.

### Sulawesi

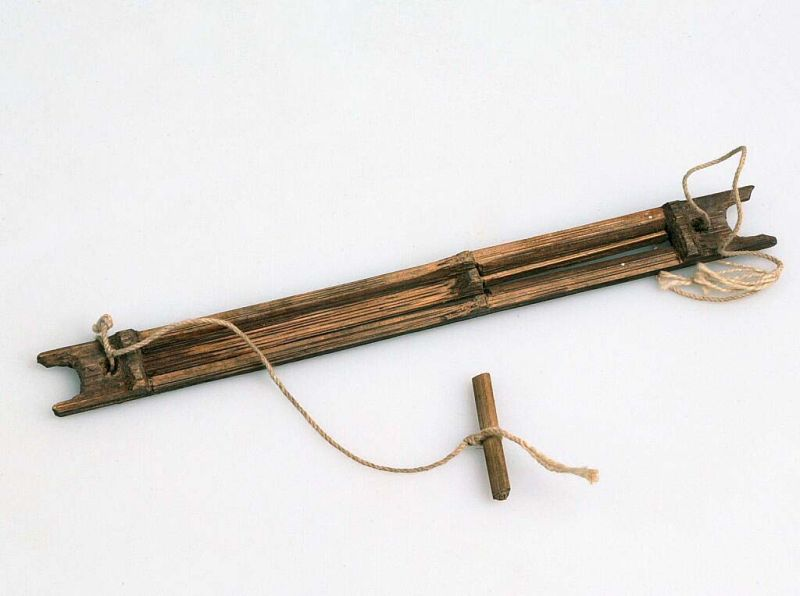
Maultrommel oli der Minahasa aus Palmholz. Vor 1936

Die Minahasa in der Provinz Nordsulawesi spielen die aus Bambus oder Zuckerpalmholz gefertigte Maultrommel oli, die mit einer Schnur bedient wird und deren Länge nur acht Zentimeter beträgt. Sie wird meist paarweise eingesetzt und gelegentlich mit anderen Instrumenten in einem „Maultrommelorchester“ (orkes oli) gespielt.
Die karombi der Sa’dan-Toraja in der Provinz Südsulawesi ist eine etwa 20 Zentimeter lange Bambusmaultrommel, die nahezu verschwunden ist und nur noch von wenigen alten Männern gespielt wird. Andere Rahmenmaultrommeln aus Bambus sind die ore-ore mbondu im Regierungsbezirk Kolaka der Provinz Südostsulawesi, die karinta auf der Insel Muna und die ore-ore mbondu oder ore ngkale auf der Insel Buton.

### Malaiische Halbinsel
In den zentralen Berggebieten der Malaiischen Halbinsel leben zurückgezogen die Temiar, eine Untergruppe der Senoi. Ihre Maultrommel genggong ist aus Metall, während sie mit ranggong (oder juring ranggnin) eine Maultrommel aus einer Palmblattrippe (Eugeissona tristis) bezeichnen. Weitere Musikinstrumente der Temiar sind mit dem Mund und der Nase geblasene Querflöten und eine zweisaitige Bambusröhrenzither. Die ebenfalls zu den Orang Asli gehörenden Jah Hut im Bundesstaat Pahang, die bis zu 4000 Menschen zählen und in elf Dörfern verstreut sind, kennen eine Maultrommel ginggong aus Holz. Die weniger als 300 Lanoh im Bundesstaat Perak leben traditionell als Jäger und Sammler. Ihre Bambusmaultrommel rangún (auch rangoyd) ist etwa 13 Zentimeter lang und 2 Zentimeter breit. Sie wird mit einer Schnur angeregt, an deren Ende als Griff ein Affenknochen oder der Stachel eines Stachelschweins befestigt ist. Nach ihrer animistischen Vorstellung spielen sie die Maultrommel, um durch deren Klang böse Mächte abzuwehren, was vor dem gefahrvollen Durchqueren eines Flusses oder dem Erklettern eines Baumes erforderlich erscheint. Dabei imitieren sie Naturgeräusche oder Vogelrufe.
Das genggong Sakai der Sakai, einer weiteren Gruppe der Orang Asli, wird in der Literatur gelegentlich als Maultrommel bezeichnet, ist jedoch eine Kombination aus einem Aufschlagidiophon und einem freien Aerophon. Ein etwa 38 Zentimeter langes Bambusrohr zwischen den Wachstumsknoten wird zu etwa zwei Drittel seiner Länge so eingeschnitten, dass zwei freie Gabelenden an dem Reststück der Röhre stehenbleiben. In der Röhre, die als Handgriff dient, werden zwei Löcher diametral gegenüber ausgebohrt. Der Spieler nimmt das genggong Sakai am unteren Rohrabschnitt in die rechte Hand und schlägt es mit den Gabeln gegen das linke Handgelenk oder auf das Knie. Als Resonator dient hierbei nicht die Mundhöhle, sondern die in der Hand gehaltene Röhre. Das Instrument bringt zwei Töne hervor: Durch Abdecken der beiden Löcher wird der Ton um etwa zwei Ganztöne niedriger. Es wurde vermutlich vor langer Zeit über die Ausbreitungsrouten der Dong-Son-Kultur aus Südchina über die Philippinen zu den Malaiischen Inseln gebracht. Das Instrument der Sakai entspricht dem druri dana auf der Insel Nias. Ferner ist der Bambussummer auf den zwischen der Nordspitze von Sulawesi und Mindanao gelegenen Sangihe- und Talaudinseln (sasesahèng und ta uto), auf Sulawesi (réré, 40 bis 70 Zentimeter lang, und talalo), auf der Insel Banggai (tatalu), den Sula-Inseln und im Osten von Sumbawa anzutreffen. Nach Ternate (baka-baka) gelangte das Instrument in jüngerer Zeit von Sulawesi. Weitere Namen auf den Philippinen sind buncácan und in der Provinz Kalinga balingbing.